# Benjamin Kreiner
Pour les articles homonymes, voir Kreiner.
Benjamin Kreiner, né le 21 avril 1985 à Kitzbühel, est un coureur autrichien du combiné nordique. Son frère David Kreiner est aussi coureur du combiné nordique.

## Carrière
Licencié au club Kitzbüheler SC, il démarre en Coupe du monde B en décembre 2002 et monte sur ses premiers podiums en mars 2003 à Trondheim.
Aux Championnats du monde junior 2003, il est neuvième au mieux sur la Gundersen. Lors de l'édition 2004, il gagne une médaille de bronze dans l'épreuve par équipes.
Il apparaît dans l'élite en novembre 2013 lors de l'étape de Coupe du monde à Ruka.
Il est peu utilisé au niveau international pour plusieurs années et son prochain podium intervient à l'Universiade d'hiver de 2009, où il est médaillé de bronze. Un an plus tard, il signe sa première victoire dans la Coupe continentale à Bischofshofen, avant de marquer ses premiers points en Coupe du monde à Seefeld (16e).
Il dispute ses dernières compétitions internationales en fin d'année 2011.

## Palmarès

### Coupe du monde
- Meilleur classement général : 50e en 2010.
- Meilleur résultat individuel : 16e.

#### Classements en Coupe du monde
| Année     | Classement général final |
| 2009-2010 | 50e                      |

### Championnats du monde junior
- Médaille de bronze par équipes en 2004.

### Coupe continentale
- 2e du classement général en 2010.
- 1 victoire individuelle.
- 1 victoire en sprint par équipes.